# Ideal (Duitse band)
Ideal was een band uit Berlijn die opkwam tijdens de Neue Deutsche Welle en tot de meest succesvolle groepen binnen dit genre behoorde. Het meest bekend zijn de nummers Blaue Augen, Berlin,  Eiszeit en Monotonie.

## Bandgeschiedenis
In het voorjaar van 1980 verenigden zich Annette Humpe, Ernst Ulrich Deuker, Frank Jürgen Krüger en Hans-Joachim Behrendt tot de band Ideal. Voordat Annette Humpe naar de band Ideal overstapte speelde zij samen met haar zus Inga Humpe bij de Neonbabies. Krüger was afkomstig uit de band de X-Pectors. 
In mei 1980 bracht Ideal op haar eigen label Eitel-Imperial de eerste single uit onder de titel Wir stehn auf Berlin / Männer gibt's wie Sand am Meer. Deze single was snel uitverkocht. Op 30 augustus 1980 speelde de band in het voorprogramma van de Britse rockband Barclay James Harvest, die voor het Rijksdaggebouw een gratis concert gaf. Dit concert werd door 150.000 bezoekers bijgewoond die enthousiast waren over het optreden.
In november van dat jaar verscheen de eerste lp met de titel Ideal op het label Innovative Communication van Klaus Schulze. De plaat steeg in tot juni 1981 naar de derde plaats op de Duitse albumhitlijst. Het speciale aan de lp was dat deze op 45 toeren afgespeeld moest worden. Deze techniek, waarvan men een beter geluid verwachtte heeft zich niet doorgezet. Er volgden concerten in Oostenrijk en in Zwitserland. In augustus 1981 trad Ideal op voor 22.000 fans op de "Waldbühne" in Berlijn; dit optreden werd door de Sender Freies Berlin uitgezonden in heel Duitsland. Hierna ging de band de studio in om een tweede album te maken met producent Conny Plank. Het resulterende album Der Ernst des Lebens werd in oktober uitgebracht. Tezelfdertijd ontving de band een gouden plaat voor haar debuutalbum; dit was voor het eerst dat een onafhankelijk label een dergelijke eer te beurt viel.
Tijdens een tour in november en december 1981/82 speelde de band op zevenentwintig uitverkochte concerten. Het slotconcert was opgedragen aan de Berlijnse kraakbeweging en Ideal kreeg daarbij haar tweede gouden lp uitgereikt; nu voor de lp Der Ernst des Lebens. In de herfst van 1982 ontstond in Wenen onder regie van Micki Meuser het derde album: Bi Nuu. Deze bereikte in december 1982 de twintigste plaats in de albumhitlijst. Dit was een teleurstellend resultaat voor de platenfirma en de geplande tournee werd afgezegd. Op 31 mei 1983 stuurde de band een telex aan de media waarin ze haar opheffing bekendmaakte. Het project van de vier verschillende musici was ten einde. Men had in drie jaren het beste gegeven en het creatieve hoogtepunt was bereikt. In juni verscheen nog een live-album onder de titel Zugabe, wat voor de band als herinneringsstuk, afscheidsgroet en bedankje aan de fans werd omschreven.

## Bandbezetting
- Annette Humpe - zang en toetsen
- Ernst Ulrich Deuker - zang en basgitaar
- Frank Jürgen Krüger - zang en gitaar
- Hans-Joachim Behrendt - slagwerk

## Discografie

### Albums
Alle nummers werden door de groep geschreven.
- Ideal (1980)

1. Berlin - 3:09
2. Irre - 3:54
3. Telepathie - 5:27
4. Blaue Augen - 3:27
5. Hundsgemein - 2:14
6. Luxus - 4:03
7. Rote Liebe - 2:36
8. Da leg ich mich doch lieber hin - 4:28
9. Telephon - 3:24
10. Roter Rolls Royce - 3:15

- Der Ernst des Lebens (1981)

1. Eiszeit - 2:53
2. Schwein - 3:00
3. Sex in der Wüste - 3:38
4. Herrscher - 3:41
5. Feuerzeug - 4:19
6. Immer frei - 2:27
7. Erschiessen - 3:40
8. Monotonie - 4:44
9. Ich kann nicht schlafen - 3:32
10. Spannung - 3:00
11. Spion - 5:00

- Bi Nuu (1982)

1. Keine Heimat - 3:29
2. Ask Mark Ve Ölüm - 2:59
3. Tränen am Hafen - 4:45
4. Schöne Frau mit Geld - 3:02
5. Die zweite Sonne - 3:07
6. Wir zerstören unser Glück - 3:31
7. Leiden und Wissenschaft - 3:48
8. Ich bin nervös - 2:15
9. Ganz in Gummi - 2:17
10. Müde - 5:49

- Zugabe(1983)

### Compilatiealbums
- Eitel Optimal - Das Beste (1992)
- Monotonie (2000)
- Eiszeit (2000)